# Jerzy Ciruk
Jerzy Ciruk (ur. 20 czerwca 1965 w Zambrowie) – polski szachista, mistrz FIDE od 1998 roku.

## Kariera szachowa
W roku 1984 wygrał międzynarodowy turniej szachowy im. Ludwika Zamenhofa w Białymstoku. W roku 1997 podzielił I miejsce w szachowym turnieju międzynarodowym rozegranym w Austrii, w miejscowości Linz. Do roku 2004 zawodnik klubu szachowego "Hańcza" Suwałki. Zdobył w drużynowych Mistrzostwach Polski srebrny medal w roku 1996 w Augustowie oraz medal brązowy w roku 1991 w Mikołajkach.
Najwyższy ranking w karierze osiągnął 1 stycznia 1998 r., notowany był wówczas z wynikiem 2320 punktów.